# Nachklang-Widerhall

Das Klangdenkmal NACHKLANG-WIDERHALL in Leonding/Oberösterreich

Das Klangdenkmal Nachklang-Widerhall, das an die Opfer des Nationalsozialismus erinnert, wurde im Mai 2007 in Leonding (Oberösterreich) enthüllt.

## Geschichte
In Leonding stehen zwei Kriegerdenkmale für die Gefallenen und Vermissten des Ersten und Zweiten Weltkriegs. Sie stehen im Zentrum, unmittelbar vor dem Eingang in den Friedhof, wo sich das Grab von Hitlers Eltern – eine Pilgerstätte für Neonazis – bis zum Jahr 2012 befand. In unmittelbarer Nähe liegt ein Haus, in dem Adolf Hitler von 1898 bis 1904 lebte, das heute für andere, gemeinnützige Zwecke verwendet wird. 
Der Kulturverein Kult-Ex errichtete an diesem symbolträchtigen Ort ein Denkmal zur Erinnerung an die Verfolgung, Vertreibung, Vernichtung und den Widerstand aller Opfer des Nationalsozialismus.

## Hörbare Textskulptur
Nachklang-Widerhall ist ein Denkmalprojekt, das mit einer drei Meter hohen Stele auf Sichtbarkeit abzielt (Entwurf Stele: Georg Lindorfer; Keramik: Monika Hinterberger). 
Darüber hinaus bilden gesprochene Beiträge der folgenden Literatinnen und Literaten eine hörbare Textskulptur, die von den Gräueln und der Deportation der NS-Jahre erzählt und zugleich ermuntert, dass Widerstand und politisches Handeln in Zeiten extremer Repression notwendig und auch möglich sind: 
Michael Amon, Heimrad Bäcker, Bogdan Bogdanović, Franzobel, Karl Markus Gauß*, Eva Geber, Elfriede Gerstl*, Sabine Gruber, Henriette Haill*, Josef Haslinger, Elfriede Jelinek, Eugenie Kain, Franz Kain, Leo Katz*, Alois Kaufmann, Ruth Klüger*, Walter Kohl, Traude Korosa, Theodor Kramer*, Ludwig Laher, Gitta Martl, Martin Pollack, Christian Qualtinger, Doron Rabinovici, Schoschana Rabinovici, Elisabeth Reichart, Erwin Riess, Kathrin Röggla, Stella Rotenberg*, Gerhard Ruiss, Robert Schindel, Simone Schönett, Ceija Stojka, George Tabori, Peter Turrini*, Vladimir Vertlib, Susanne Wantoch*, Ruth Weiss und Rosa Winter*.
Musik: Christof Dienz. Moderation: Johanna Tomek.
(*) gelesen von: Ilse M. Aschner, Siglinde Bolbecher, Eva Geber, Konstantin Kaiser, Gitta Martl bzw. Otto Tausig.

## Auszeichnungen
Der Kulturverein Kult-Ex hat 2007 den Kulturpreis des Landes Oberösterreich und 2008 den Elfriede-Grünberg-Preis für Konzeption und Errichtung des Denkmals erhalten.